# 대럴 해먼드

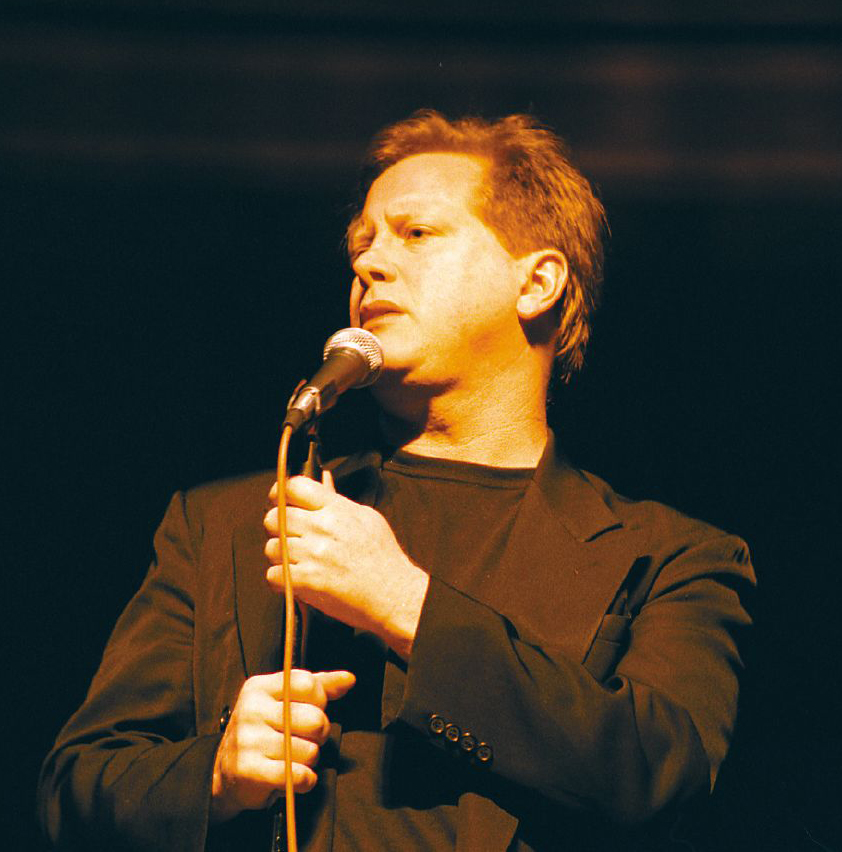

대럴 해먼드(영어: Darrell Hammond, 1955년 10월 8일 ~ )는 미국의 스탠드업 코미디언 겸 배우이다. 새터데이 나이트 라이브에 1995년부터 2009년까지 고정출연했다.

## 영화
- 무서운 영화 5 (2013년)
- 네이처 콜스 (2012년)
- 버즈킬 (2010년)
- 새터데이 나이트 라이브 인 더 2000s: 타임 앤 어게인 (2010년) - 본인 역
- 한나 몬타나: 더 무비 (2009년)
- 위너스 (2008년)
- 세터데이 나잇 라이브 인 더 '90s: 팝 컬처 네이션 (2007년) - 본인 역
- 에픽 무비 (2007년) - 캡틴 잭 스왈로우스 역
- 네더비스트 인코퍼라테 (2007년)
- 퍼프, 퍼프, 패스 (2006년)
- 키스 미 어게인 (2006년)
- 아이라 앤 애비 (2006년)
- 세터데이 나잇 라이브: 더 베스트 오브 윌 페럴 - 볼륨 2 (2004년) - 아나운서 역
- 뉴욕 미니트 (2004년) - 허드슨 역
- 달콤한 악마의 유혹 (2004년)
- 에이전트 코디 뱅크스 (2003년) - 얼 역
- 무서운 영화 3 (2003년) - 멀둔 신부 역
- 왕과 나 (1999년)
- 새터데이 나이트 라이브: 더 베스트 오브 마이크 마이어스 (1998년) - 본인 역
- 배스킷 히어로 (1996년)
- 새터데이 나잇 라이브 (1975년)